# Traubova vila
Traubova vila je modernistická vila továrníka Edmunda Trauba, stojící na okraji pražských Střešovic, kterou v roce 1928 navrhl renomovaný německý architekt Bruno Paul. Vila se nachází v ulici Pod Hradbami 658/17, Praha 6 - Střešovice. Samotné dokončení projektu a realizaci provedl stavitel Egon Votický. Technicistní charakter stavby s železobetonovou konstrukcí a rovnou střechou, podtržený kamenným obkladem fasád, si ve své době, a s ohledem na okolní manýristicko historizující vily, zasloužil nemalou diskusi. Vzniklo ale ojedinělé dílo ve stylu německé moderny. 

## Popis

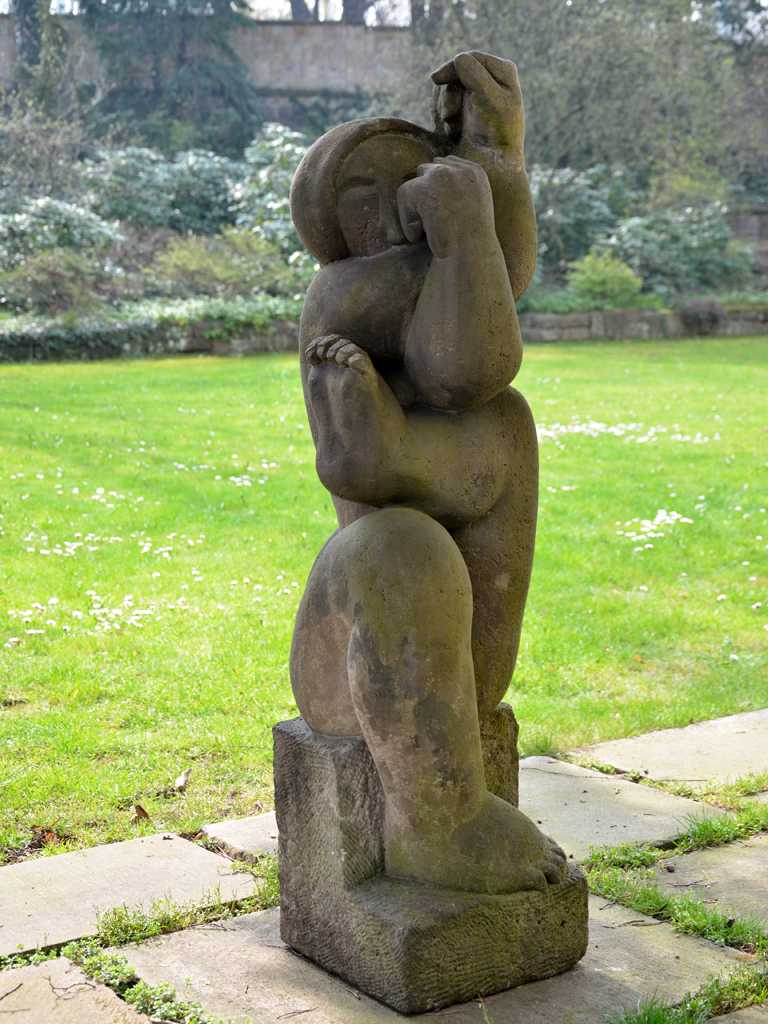
Bernard Reder: Ženská figura, plastika v zahradě Traubovy vily

Velkoryse navržená vila na rohové svažité parcele je obdélného půdorysu. Polozapuštěný suterén má na severní otevřené straně hlavní vstup do elegantní schodišťové haly, na východní straně pak samostatně přístupné technické zázemí s bytem vrátného, na západní straně jsou garáže a prádelna. V přízemí je na části suterénu ze strany zahrady terasa. Velkou část přízemí zaujímá hala s jídelnou a zimní zahradou, situovanými do zahrady a oddělenými prosklenými posuvnými stěnami takže je možné jejich propojení v jeden velký reprezentativní prostor. Na ně navazovala kuchyně s přípravnou. V patře byly navrženy ložnice dětí a rodičů a dvě samostatné koupelny.
Dům měl ústřední topení. Hala s jídelnou, prosvětlená do zahrady velkými francouzskými okny, mají v podlaze před okny topné registry, kryté dřevěným roštem, ostatní místnosti mají klasické radiátory. Okna i všechny dveře, včetně autorského kování, jsou původní s funkčním otevíráním i mechanismem dřevěných venkovních žaluzií. Částečně dochován je rovněž mimořádně kvalitní interiér v kontrastujícím secesním duchu.
Na západ od domu v úrovni zahrady stával tenisový kurt, obklopený vysokou bílou pergolou opticky navazující na geometrii domu. V zahradě jsou umístěny skulptury v pískovci od sochaře Bernharda Redera.
Edmund Traub (1879-1956) byl obchodník, který podnikal v kožedělném průmyslu, stal se majitelem továrny na kožené zboží. Do vily se přestěhoval s manželkou Kamilou a třemi dospívající dcerami v roce 1928, kamenné fasády byly dokončeny až v roce 1929. Rodina zde žila deset let, v roce 1938 byla nucena utéci z Prahy, emigrovala do Anglie, odkud se již nevrátila. 
Dům byl po válce znárodněn, následně sloužil jako ambasáda Jugoslávie, Sovětského svazu a NDR. Od roku 1992 byl sídlem delegace Evropského společenství, po vstupu České republiky do Evropské unie sem přesídlilo velvyslanectví Maďarské republiky.
V roce 2004 proběhla pod vedením Jána Stempela a Lucie Vogelové citlivá rekonstrukce objektu, byly provedeny nové fasády druhého patra a rekonstrukce zahrady.